# اوکال
اوکال (به لاتین: Ukal) یک منطقهٔ مسکونی در روسیه است که در داغستان واقع شده‌است.